# Pismak (film)
Pismak – polski film psychologiczny z 1984 roku, wyreżyserowany przez Wojciecha Jerzego Hasa na podstawie powieści Władysława Terleckiego pod tym samym tytułem.

## Obsada
- Wojciech Wysocki – Rafał
- Gabriela Kownacka – Maria
- Jan Peszek – Sykstus
- Zdzisław Wardejn – kasiarz Szpicbródka
- Janusz Michałowski – lekarz więzienny
- Gustaw Holoubek – sędzia śledczy
- Gustaw Lutkiewicz – naczelnik więzienia
- Marzena Trybała – przyjaciółka kasiarza
- Hanna Mikuć – kochanka Sykstusa
- Jerzy Zelnik – początkujący literat
- Grzegorz Heromiński – Garbus
- Jerzy Zygmunt Nowak – agent aresztujący Rafała
- Andrzej Krukowski – gruźlik
- Andrzej Szenajch – oficer
- Jerzy Moes – oficer austriacki